# 75 до н. е.

## Народились
- Лю Ши — 11-й імператор династії Хань у 49—33 роках до н. е (храмове ім'я Юань-ді).

## Померли
- Гай Меммій — військовий та політичний діяч часів Римської республіки.